# ستيفن ديلان
ستيفن ديلان (بالإنجليزية: Stephen Dillane)‏ مواليد 30 نوفمبر 1956 في لندن، إنجلترا، هو ممثل إنجليزي بدأ مسيرته الفنية عام 1985. من أشهر أعماله هو دور «ليونارد وولف» في فلم الساعات، ودور الرئيس الأمريكي الثالث توماس جيفرسون في المسلسل القصير جون آدامز، وشخصية «پريور والطر» في مسرحية «ملائكة أمريكا» سنة 1993, الذي أدى دوره كشاب مثلي ومصاب بمرض الإيدز. فاز بسبع جوائز من إثناعشرة جائزة.

## الحياة الشخصية

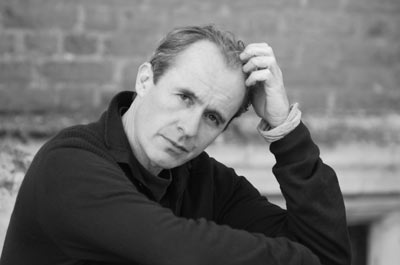
ستيفن ديلان في عام 2008.

في طفولته وخلال حياته المدرسية، كان يقوم بأفعال مضحكة ليسلي أصدقائه. فأحيانا يجد نفسه في أدوار النساء.
لقد درس التاريخ والسياسة في «جامعة إكستير»، ثم أصبح صحفيا في جريدة في لندن، مسيرته المهنية كصحفي لم تكن جيدة، لم يكن يشعر بالفرحة أو الإفتخار بعمله. ثم رأى كيف سلم الممثل (طريڤور إڤ) علم الأثار للتمثيل، وهذا، جعله يقرأ الكثير من الروايات التاريخية، مدرسة بريستول أولد فيك المسرحية في سن 25.
خلال الفترة الأولى من مسيرته الفنية كان يعرف باسم «' ستيفن ديلون»' لكنه غير إلى اسمه الحقيقي في التسعينات.

## المسيرة الفنية
لستيفن ملف غني بالأعمال الرائعة والمتميزة. ستيفن المعروف بشكل أكبر في المسرح أكثر من سينما والتلفزيون.
من الأعمال التي جعلته معروفا هو دور «ليونارد وولف» في فلم الساعات ودوره كالرئيس توماس جيفرسون

## من أعماله

### أفلام
- الساعات
- هدف
- زيرو دارك ثيرتي
- الملك الخارج على القانون

## المسلسلات
- دور الملك ستانيس براثيون (الملك الشرعي) في مسلسل صراع العروش
- Stannis,Stannis,STANNIS!!!
- أموت أموت ويعيش ستانيس
- توماس جيفرسون في مسلسل John Adams

## روابط خارجية
- ستيفن ديلان على موقع IMDb (الإنجليزية)
- ستيفن ديلان على موقع روتن توميتوز (الإنجليزية)
- ستيفن ديلان على موقع قاعدة بيانات الأفلام العربية
- ستيفن ديلان على موقع ألو سيني (الفرنسية)
- ستيفن ديلان على موقع ميوزك برينز (الإنجليزية)
- ستيفن ديلان على موقع تيرنر كلاسيك موفيز (الإنجليزية)
- ستيفن ديلان على موقع أول موفي (الإنجليزية)
- ستيفن ديلان على موقع قاعدة بيانات برودواي على الإنترنت (الإنجليزية)
- ستيفن ديلان على موقع قاعدة بيانات الأفلام السويدية (السويدية)
- ستيفن ديلان على موقع إن إن دي بي (الإنجليزية)